# С14 (организация)
С14, также известная как Сич (укр. Січ) или Сечь, — неонацистская украинская радикальная националистическая группировка, основанная в 2009 году. В 2018 году она получила известность за участие в жестоких нападениях на цыганские лагеря. Представители С14 заявляли, что занимаются ликвидацией незаконных цыганских лагерей только с использованием «убедительных законных аргументов». Эксперты Human Rights Watch сообщали, что при нападениях  в окрестностях Киева члены C14 использовали камни и перечный газ, а затем сожгли цыганские шатры, после чего скрылись. Аналогичные нападения в окрестностях Львова в 2018 году привели к смерти одного человека и ранениям нескольких цыган, включая детей. В 2019 году было объявлено о планах преобразования С14 в политическую партию «Общество будущего».

## История

### Начало деятельности
С14 была основана в 2009 году как молодёжное крыло радикальной националистической политической партии «Свобода» и начала деятельность с участия в протестах против застройки общественного пространства в Киеве по ул. Ахматовой, 43 А. В то время какого-то названия у организации еще не было.
Впервые заявили о себе как об отдельной организации на марше УПА 14 октября 2011.

### «Кастетное дело»
Из-за активной деятельности С14 на нее был совершен ряд покушений. В мае 2013-го, в Киеве, спецгруппой МВД в сотрудничестве с «титушками» совершено около двадцати пяти нападений на разных общественных активистов. В том числе, спутав с Евгением Карасем, сломали челюсть и повредили череп его брату - Владимиру Карасю. Так же ошибочное нападение произошло на соседа активиста Сергея Бондаря в Василькове, близ Киева.

### С14 на Майдане
Это была одна из ультраправых групп, активно действовавших во время Евромайдана (ноябрь 2013 г. – февраль 2014 г.).
С14 захватили КГГА и устроили там свою базу, сформировав там сотню самообороны имени Святослава Храброго.
11 декабря 2013 г. члены сотни удерживали КГГА во время нападения «Беркута».
Сотня участвовала в многократных вылазках против «титушек» и милиции.
16 февраля 2014 года члены С14 во главе с Евгением Карасем возле КГГА совершили нападение на ассистентов швейцарской журналистки и художницы Марии Басташевски. По словам пострадавшего Ильи Власюка, после избиения ему также угрожали пистолетом.
18 февраля 2014 сотня самообороны Сечи захватила Центральный дом офицеров.
Во время событий 18-21 февраля 2014, когда началась стрельба из огнестрельного оружия, С14 отошли с Майдана и скрывались в посольстве Канады. Впоследствии Евгений Карась объяснял это тем, что он считал тогда, что Майдан обречен.

### Война на Донбассе
С началом войны в Донбассе С14 сформировало несколько разведывательно-аналитических групп для участия в боевых действиях и оценки состояния дел.
По словам Евгения Карася, активисты С14 находились в составе подразделений:
- «ОУН»;
- «Киев-2»;
- «Гарпун»;
- «Азов»;
- ДУК;
- 54-й разведывательный батальон.

Они также участвовали в работе сайта «Миротворец».
По состоянию на 2015 год двое активистов погибли в боях: Орест Квач в боях под Луганском в «Айдаре», Владислав Дюсов  вблизи Широкино, служа в «Азове».

### Убийство Олеся Бузины
16 апреля 2015 года в Киеве был убит общественный деятель, журналист Олесь Бузина. 18 июня 2015 года А. Аваков сообщил о раскрытии убийства и задержании трёх человек, обвиняемых в убийстве. Все задержанные были активистами ультраправого движения.  Андрей Медведько (известный как «Мэнсон») был руководителем Печерской районной организации ВО «Свобода» в Киеве и одним из создателей её наиболее радикального крыла, «С14», в конце 2014 года недолго служил в зоне АТО в составе батальона МВД «Киев-2». Денис Полищук (с позывным «Аллах»), также националист и участник войны на востоке Украины, выдвигался на выборах в Верховную Раду в 2012 году от политической партии Украинская национальная ассамблея. Третий подозреваемый, лидер С14 Евгений Карась, был отпущен в связи с недоказанностью.
23 мая 2016 года Печерский районный суд Киева отказал в продлении меры пресечения в виде личного обязательства для Андрея Медведько. По состоянию на апрель 2017 года расследование не продвинулось, а подозреваемые отпущены под частичный домашний арест. 28 ноября 2017 года обвинительный акт в отношении Медведько А. и Полищука Д. направлен для рассмотрения в Шевченковский районный суд г. Киева.
В сентябре 2019 года Андрей Медведько стал членом Совета общественного контроля Национального антикоррупционного бюро Украины.
По состоянию на март 2021 рассмотрение дела судом не было завершено, оно постоянно затягивается стороной обвиняемых.

### Радикализация
В январе 2018 года С14 выступила против ежегодной демонстрации в память Анастасии Бабуровой и Станислава Маркелова, двух убитых российских антифашистов, перекрикивая лозунги демонстрантов и забрасывая их яйцами и снежками; это памятное мероприятие  было ежегодной целью для нападок крайне правых.
В марте 2018 года власти Голосеевского района Киева подписали соглашение о создании муниципальной охраны во главе с представителем С14 для патрулирования столичных улиц. Это решение подверглось критике со стороны правозащитников, отметивших, что «Украина погружается в хаос неконтролируемого насилия со стороны радикальных групп в условиях их полной безнаказанности. Практически никто в стране не может чувствовать себя в безопасности в таких условиях». Поскольку в некоторых случаях полиция арестовывала мирных демонстрантов, а не нарушителей общественного порядка, прибегавших к насильственным действиям, как это было в январе 2018 г. и при нападении крайне правых на участников марша в честь Международного женского дня в марте 2018 г., правозащитники подчёркивали, что ультраправые, в том числе С14, действовали под прикрытием  «патриотизма» и «традиционных ценностей», а полиция и государство обеспечили им «атмосферу почти полной безнаказанности, которая не может не поощрять эти группы к совершению новых нападений».
В июне 2018 года С14 приобрела международную известность после сообщений о причастности к жестоким нападениям на цыганские таборы. После одного из таких нападений в мае 2018 года Киевская полиция опубликовала сообщение о том, что не получала жалоб от ромов на побои или насилие, хотя при этом беззащитных женщин и детей забрасывали камнями и применяли против них перечный газ. На следующий день после нападения Карась опубликовал в блоге запись под названием «Сепаратистское сафари», взяв на себя ответственность за нападение. Он выступил с угрозами «о микробах терроризма, скрывающихся на мирных украинских улицах». Amnesty International, Freedom House, Front Line Defenders и Human Rights Watch подписали «Совместное письмо министру внутренних дел и генеральному прокурору Украины относительно радикальных групп», в котором упоминалась и С14, наряду с «Карпатской Сечью», «Правым сектором», «Традициями и порядком» и другими организациями, которые «осуществили не менее двух десятков насильственных нападений, угроз или случаев запугивания в Киеве, Виннице, Ужгороде, Львове, Черновцах, Ивано-Франковске и других городах Украины».
14 июня 2018 года Громадское радио сообщило, что Министерство молодежи и спорта Украины финансирует С14 для продвижения «проектов национально-патриотического воспитания», за что группа получила почти 17000 долларов. С14 также выделили средства на финансирование связанной с ультраправыми Образовательной ассамблеи и Голосеевского убежища.
В октябре 2018 года молодой лидер С14 Сергей Бондарь выступил на мероприятии, посвященном общественной безопасности, в America House Kyiv, который позже заявил, что приглашение этого спикера не было согласовано с организаторами. Корреспондент Радио Свободная Европа/Радио Свобода (RFERL) Кристофер Миллер назвал это «тревожным сигналом».
19 ноября 2018 года С14 и другие ультраправые украинские националистические политические организации, среди которых Конгресс украинских националистов, Организация украинских националистов и Правый сектор, поддержали Руслана Кошулинского на президентских выборах 2019 года в Украине, где он получил 1,6% голосов .
В марте 2019 года было объявлено о сотрудничестве между С14 и СБУ, в ходе которого СБУ поручила общественникам выполнить определенные задачи, которые сама спецслужба не могла выполнить по юридическим причинам. 17 октября 2019 года  ультраправый националист Андрей Медведко, подозреваемый в убийстве журналиста Олеся Бузины,  совместно с неонацистской и отрицающей Холокост музыкальной группой "Сокира Перуна" устроил концерт в честь ветеранов войны в Донбассе, на котором присутствовали тогдашние министры правительства, в том числе премьер-министр Алексей Гончарук и министр Оксана Коляда. В марте 2021 года в состав Общественного совета при Министерстве по делам ветеранов страны были избраны члены С14. С «Азовом» это министерство сотрудничает с ноября 2019 года; ультраправые группы и лидеры участвовали в формировании самого министерства в ноябре 2018 г.

### Запрет в России
8 сентября 2022 года организация была признана экстремистской и её деятельность была запрещена на территории России по решению Верховного Суда Российской Федерации.

## Оценка
В ноябре 2017 года группа была добавлена в базу данных о политическом насилии Консорциума исследований и анализа терроризма. В 2018 году вместе с партией «Национальный корпус» батальона «Азов» С14 была признана националистической группой ненависти Бюро по вопросам демократии, прав человека и труда Государственного департамента США.
С14 разделяет неонацистские цели батальона «Азов» и Социал-национальной ассамблеи Украины. В комментарии для OpenDemocracy левый активист и исследователь рабочего движения Денис Горбач отмечал, что «C14 сочетают общий «здоровый патриотизм» с более тонкими намеками, которые могут быть легко расшифрованы представителями субкультуры (такие, и как символическая дата погрома цыган в день рождения Гитлера, да и само название организации).
В 2017 году антивоенный деятель и левый активист Стас Сергиенко обвинил С14 в причастности к нападению, в ходе которого ему были нанесены ножевые ранения. На следующий день после нападения лидер С14 Евгений Карась обвинил Сергиенко в поддержке пророссийских беспорядков 2014 года в Харьковской области и аннексии Крыма Российской Федерацией и заявил, что это нападение было «далеко не первым, но не последним нападением на бациллы терроризма, спрятавшиеся на мирных украинских улицах». В ноябре 2017 года  бывший участник С14 Дмитрий Ризниченко обвинил организацию в сотрудничестве со Службой безопасности Украины (СБУ) и том, что Карась открыто хвастался этим.

## Образ
Сiч (как пишется украинским алфавитом) восходит к названию Сечь (укр. Січ), использовавшемуся для административных и военных центров казачества в 16—18 вв. Эксперты и Консорциум по исследованию и анализу терроризма полагают, что число 14 в названии организации воспринимается как отсылка к лозунгу «Четырнадцать слов», придуманному Дэвидом Лейном, американским сторонником превосходства белой расы.
Политолог Антон Шеховцов определил организацию как «неонацистское движение», а социолог Владимир Ищенко — как «неонацистскую террористическую группу … чья основная деятельность заключается в преследовании и терроризме в отношении оппозиционных журналистов, блогеров и гражданских лиц».
Лидер C14 Евгений Карась защищался от нападок и обвинений в нацизме и неонацизме. По словам Карася, он конфронтировал в основном с неукраинскими этническими группами, которые, по его словам, контролировали политические и экономические силы страны, которых он назвал евреями, поляками и русскими. Он заявил: «Мы не считаем себя неонацистской организацией, мы просто украинские националисты».
В 2018 году бывший участник организации Дмитрий Ризниченко сказал Радио Свобода: «С14 все неонацисты. Это вполне подходящее определение». В мае 2018 года Громадское телевидение сообщало: «Похоже, что большая часть действий C14 действительно направлена против России или тех, кто симпатизирует ей».
Политолог Андреас Умланд сказал, что С14 «могут квалифицироваться как неонацисты». Таково же мнение исследователя украинских ультраправых Вячеслава Лихачёва, высказанное в тематическом отчёте Freedom House 2018 года, и других исследователей или политологов — таких, как Крис Каспар Де Плог, Анна Гриценко, Иван Качановский и Бранислав Раделич. Лихачев сообщил, что члены С14 украсили захваченное во время Евромайдана здание КГГА неонацистской символикой и флагами, которые продолжают использовать по сей день.
В июне 2018 года RFE/RL сообщило, что члены группы открыто выражали неонацистские взгляды. После того, как один из участников обновил свое изображение в Facebook на фото, на котором он выступает в America House Kyiv, Галя Койнаш написала статью под названием «Неонацистские дружинники C14, похоже, работают с киевской полицией в последней „чистке“ цыган в Украине».

## Суд против Громадского ТВ
6 августа 2019 года Хозяйственный суд Киева вынес решение в пользу С14 после того, как 4 мая 2018 года в «Твиттере» Громадского группа была названа неонацистской. После вынесения решения Громадское опубликовало статью о неонацистах, «которые не хотят, чтобы их называли неонацистами», сообщив, что те «потребовали опровергнуть информацию и заплатить в их пользу 3500 гривен (136 долларов США) судебных издержек. Громадское настаивало, что имеет право использовать такую терминологию».
Постановление суда подверглось критике со стороны правозащитных групп, журналистов, а также национальных и международных наблюдателей, при этом Офис представителя Организации по безопасности и сотрудничеству в Европе по вопросам свободы СМИ выразил обеспокоенность тем, что оно «противоречит #mediafreedom и может препятствовать журналистской работе» в Украине. Международные новостные агентства и издания, такие как Al Jazeera, Bellingcat, La Croix, The Economist, The Guardian, Haaretz, The Nation, Reuters, RFERL и The Washington Post, а также Парламент Соединённого Королевства и правозащитные организации, такие как Европейский центр по правам цыган, Hope not Hate, Харьковская правозащитная группа, ПЕН Украина, ROMEA и Мемориальный музей Холокоста в США, среди прочих, назвали C14 неонацистской группой.
Решение Хозяйственного суда Киева оставлено в силе 7 ноября 2019 года. Накануне Мэтью Шааф, директор Freedom House на Украине, заявил, что постановление «может серьёзно повредить освещению в СМИ важных событий на Украине в условиях, когда многие СМИ и журналисты уже применяют самоцензуру». Вынесенное решение критиковали за то, что в нём было проигнорировано мнение экспертов. 21 января 2020 года Верховный суд Украины отклонил апелляцию Громадского, и дело было передано в Европейский суд по правам человека.

## Использованные источники
1. 1 2 3 4 5 6 7 8 9 10 11  A Fine Line: Defining Nationalism and Neo-Nazism in Ukraine. Hromadske. 10 мая 2018. Архивировано из оригинала 29 июня 2018. Дата обращения: 4 марта 2022.
2. 1 2 3 4 5 6  Cohen, Josh. Ukraine's Got a Real Problem with Far-Right Violence (And No, RT Didn't Write This Headline). Atlantic Council (20 июня 2018). Дата обращения: 26 февраля 2022. Архивировано 1 апреля 2022 года.
3. ↑  Coynash, Halya. Neo-Nazi C14 vigilantes appear to work with Kyiv police in latest 'purge' of Roma. Kharkiv Human Rights Protection Group (25 октября 2018). — «C14 members object to being called 'neo-Nazi', however researchers following far-right groups, like Anna Hrytsenko, Anton Shekhovtsov and Vyacheslav Likhachev are clear that the group fits this description because of their hate crimes and the neo-Nazi symbols they use.» Дата обращения: 5 марта 2022. Архивировано 1 апреля 2022 года.
4. ↑  Yes, It's (Still) OK To Call Ukraine's C14 'Neo-Nazi'. Bellingcat (9 августа 2019). — «The Kharkiv Human Rights Protection Group, in an article published the day after the ruling, points out that C14 is 'considered by most experts to be neo-Nazi.' The Group points out that a number of experts and observers of the far-right in Ukraine frequently have referred to C14 as 'neo-Nazi.' These experts and observers include Vyacheslav Likhachev, the author of a 2018 Freedom House report on the far-right in Ukraine, as well as academics Anton Shekhovtsov and Andreas Umland.» Дата обращения: 26 февраля 2022. Архивировано 9 августа 2019 года.
5. 1 2 3  C14 aka Sich – Ukraine. Terrorism Research & Analysis Consortium (ноябрь 2017). Дата обращения: 4 марта 2022. Архивировано 2 апреля 2022 года.
6. 1 2 3  Miller, Christopher (14 июня 2018). Ukrainian Militia Behind Brutal Romany Attacks Getting State Funds. Radio Free Europe/Radio Liberty. Архивировано 3 февраля 2021. Дата обращения: 4 марта 2022.
7. ↑  SBU opens case against C14 nationalists for detention of Brazilian mercenary – lawyer. 18 июня 2018. Архивировано 20 февраля 2021. Дата обращения: 4 марта 2022.
8. 1 2  Ukraine Roma camp attack leaves one dead. BBC. 24 июня 2018. Архивировано 29 января 2021. Дата обращения: 4 марта 2022.
9. ↑  Na Lysiy hori v Kyyevi natsionalisty rozibraly i spalyly tabir romiv (укр.). 112 Ukraine (22 апреля 2018). Дата обращения: 4 марта 2022. Архивировано из оригинала 16 июня 2018 года.
10. 1 2  Anna Yakutenko. Radicals Target Roma People in Ukraine (англ.). Human Rights Watch (29 ноября 2021). Дата обращения: 2 апреля 2022. Архивировано 2 апреля 2022 года.
11. ↑  Радикалы рвутся к власти - С14 оформляется в политическую партию. Дата обращения: 16 апреля 2022. Архивировано 16 апреля 2022 года.
12. 1 2 3  «С14». Націоналісти-радикали чи неонацисти? (укр.). Радіо Свобода (19 марта 2018). Дата обращения: 2 апреля 2022. Архивировано 20 марта 2018 года.
13. ↑  Shekhovtsov, Anton. Provoking the Euromaidan. OpenDemocracy (3 декабря 2013). Дата обращения: 6 марта 2022. Архивировано 30 марта 2022 года.
14. 1 2  Maidan on my mind. The Economist. 15 февраля 2014. ISSN 0013-0613. Архивировано 18 января 2021. Дата обращения: 6 марта 2022.
15. ↑  Євген Карась: "Оголошення в розшук - помста за те, що ми зловили міліцейську спецгрупу, елітний “ескадрон смерті” - портал новостей LB.ua. web.archive.org (19 октября 2016). Дата обращения: 2 апреля 2022. Архивировано 19 октября 2016 года.
16. ↑  Активисты «Свободы» напали на журналистов | КиевВласть. web.archive.org (16 ноября 2017). Дата обращения: 2 апреля 2022. Архивировано 16 ноября 2017 года.
17. ↑  "Перший раунд війни Росія програла. Готується до другого" | Новини на Gazeta.ua. web.archive.org (24 декабря 2019). Дата обращения: 2 апреля 2022. Архивировано 24 декабря 2019 года.
18. ↑  По делу Бузины готовят аресты «Реванша» и «Черного комитета». Дата обращения: 2 апреля 2022. Архивировано 10 июля 2019 года.
19. ↑  Игорь Бурдыга. Менсон, воин Аллаха. Дата обращения: 17 августа 2015. Архивировано из оригинала 29 июня 2015 года.
20. ↑  По подозрению в убийстве Бузины задержаны националисты, воевавшие в АТО (обновлено). Дата обращения: 2 апреля 2022. Архивировано 28 июня 2020 года.
21. ↑  Убийство Бузины: задержали трех подозреваемых. Дата обращения: 2 апреля 2022. Архивировано 2 апреля 2022 года.
22. ↑  Третьего подозреваемого в убийстве Бузины отпустили. Дата обращения: 2 апреля 2022. Архивировано 2 апреля 2022 года.
23. ↑  Адвокат матери Бузины: власть делает все, чтобы дело об убийстве не дошло до суда Архивная копия от 19 апреля 2022 на Wayback Machine (рус.)
24. ↑  Korrespondent.net. Дело по убийству Бузины передали в суд. Архивировано 28 ноября 2017. Дата обращения: 28 ноября 2017.
25. ↑  Оксана Соломка. Фигурант дела об убийстве Бузины вошел в Совет общественного контроля НАБУ. nv.ua (30 сентября 2019). Дата обращения: 2 апреля 2022. Архивировано 2 апреля 2022 года.
26. ↑  BUZINA.ORG. Дело Бузины. Суд будет идти 25 лет такими темпами. Валентина Бузина, Артём Захаров. Олесь Бузина | авторский сайт-сообщество (11 марта 2021). Дата обращения: 2 апреля 2022. Архивировано 19 апреля 2021 года.
27. ↑  Hreys, Yevheniya (19 января 2018). Chleny S14 namahalysya zirvaty aktsiyu pam'yati pravozakhysnykiv Markelova i Baburovoyi (укр.). Hromadske. Архивировано 21 января 2018. Дата обращения: 4 марта 2022.
28. 1 2  Gorbach, Denys. Entrepreneurs of political violence: the varied interests and strategies of the far-right in Ukraine. OpenDemocracy (16 октября 2018). Дата обращения: 27 февраля 2022. Архивировано 8 апреля 2022 года.
29. ↑  Gorbach, Denis. The rise of Azov. OpenDemocracy (15 февраля 2016). Дата обращения: 27 февраля 2022. Архивировано 1 апреля 2022 года.
30. 1 2 3  Cohen, Josh (20 марта 2018). Commentary: Ukraine's neo-Nazi problem. Reuters. Архивировано 2 марта 2022. Дата обращения: 4 марта 2022.
31. ↑  Coynash, Halya. Ukrainian police disturbingly passive during far-right attack on Kyiv gathering in memory of Markelov & Baburova. Kharkiv Human Rights Protection Group (22 января 2018). Дата обращения: 15 марта 2022. Архивировано 1 апреля 2022 года.
32. ↑  Ukraine: Authorities Should Respond to Attacks Targeting Peaceful Demonstrations. Freedom House (13 марта 2018). Дата обращения: 15 марта 2022. Архивировано 27 марта 2022 года.
33. ↑  Joint Letter to Ukraine's Minister of Interior Affairs and Prosecutor General Concerning Radical Groups. Human Rights Watch (14 июня 2018). — «On April 20, about five members of C14, a radical group that promotes hatred and discrimination, acting in their capacity as municipal patrols of the Holoseevsky City District, attacked a Roma settlement in Kyiv. A widely circulated video shows how the masked attackers chased women and small children with rocks and pepper spray after burning down their tents. Two criminal investigations have been launched, but we are not aware of any results.» Дата обращения: 7 марта 2022. Архивировано 3 апреля 2022 года.
34. ↑  Kryshchenko: Na Lysiy hori pid chas subotnyka spalyly smittya, a ne tabir romiv (укр.). 112 Ukraine (24 мая 2018). Дата обращения: 4 марта 2022. Архивировано из оригинала 23 июня 2018 года.
35. ↑  Joint Letter to Ukraine's Minister of Interior Affairs and Prosecutor General Concerning Radical Groups. Human Rights Watch (14 июня 2018). Дата обращения: 7 марта 2022. Архивировано 3 апреля 2022 года.
36. ↑  Far-Right Group C14 Wins Funding From Ukrainian Government. Hromadske. 14 июня 2018. Архивировано 28 марта 2022. Дата обращения: 26 февраля 2022.
37. ↑  Natsionalisty vyznachylys' z kandydatom u prezydenty. Ukrayinska Pravda (укр.). 19 ноября 2018. Архивировано 19 ноября 2018. Дата обращения: 4 марта 2022.
38. ↑  Nelles, Mattia. Zelenskiy wins first round but that's not the surprise. Atlantic Council (4 апреля 2019). Дата обращения: 27 февраля 2022. Архивировано 5 октября 2019 года.
39. ↑  Yegoshin, Valery. Sylovyky dlya kandydativ: yak naperedodni vyboriv Poroshenko ta Tymoshenko zaruchylys' pidtrymkoyu SBU, HPU ta MVS (укр.). Radio Free Europe/Free Liberty (21 марта 2019). Дата обращения: 9 марта 2022. Архивировано 9 марта 2022 года.
40. ↑  Goncharuk o kontserte s uchastiyem 'Sokiry Peruna': Ni o kakikh pravo- ili levoradikal'nykh vzglyadakh rech' ne idet. Interfax. 16 октября 2020. Архивировано 10 декабря 2019. Дата обращения: 12 марта 2022.
41. ↑  Sokol, Sam (27 октября 2019). Ukrainian PM, minister attended neo-Nazi concert in Kyiv. The Times of Israel. Дата обращения: 12 марта 2022.
42. 1 2  How to Mainstream Neo-Nazis: A Lesson from Ukraine's New Government. Bellingcat (21 октября 2019). Дата обращения: 12 марта 2022. Архивировано 2 апреля 2022 года.
43. ↑  Proskuryakov, Samuil. Pravoradykaly potrapyly do Hromads'koyi rady pry Ministerstvi veteraniv Ukrayiny. Zaborona rozpovidaye, khto same, ta chomu tse problema (укр.). Zaborona (23 марта 2021). Дата обращения: 6 марта 2022. Архивировано 6 марта 2022 года.
44. ↑  Andrii Medvedko - Prominent C14 member and former Svoboda party official. Reporting Radicalism. Freedom House. Дата обращения: 6 марта 2022. Архивировано 6 марта 2022 года.
45. ↑  Ukraine's Ministry of Veterans Affairs Embraced the Far Right - With Consequences to the U.S. Bellingcat (11 ноября 2019). Дата обращения: 9 марта 2022. Архивировано 1 апреля 2022 года.
46. ↑  Источник. Дата обращения: 24 ноября 2022. Архивировано из оригинала 25 марта 2021 года.
47. ↑  Ukraine court orders Hromadske TV to pay costs in case over C14 tweet. Committee to Protect Journalists (8 августа 2019). Дата обращения: 27 февраля 2022. Архивировано 12 июня 2021 года.
48. 1 2  Engel, Valery. Zelensky Struggles To Contain Ukraine's Neo-Nazi Problem. Centre for Analysis of the Radical Right (30 ноября 2019). Дата обращения: 27 февраля 2022. Архивировано 2 апреля 2022 года. See also its PDF Архивная копия от 27 февраля 2022 на Wayback Machine version at Civic-Nation Архивная копия от 27 февраля 2022 на Wayback Machine.
49. ↑  Volonter rasskazal ob odnom iz 'levykh' studentov, brosivshikh tortom v zamministra finansov (укр.). Ukrainian Independent Information Agency. 31 августа 2016. Архивировано 22 ноября 2023. Дата обращения: 4 марта 2022.
50. ↑  Zayava Platforma 'Start' pro stypendiyi, naklep ta rosiys'kyy imperializm (zayava) (укр.). Sotsialnyy Rukh (7 сентября 2016). Дата обращения: 4 марта 2022. Архивировано 14 февраля 2022 года.
51. ↑  V Kiyeve napali na uchastnika 'aktsii s tortom' protiv otmeny stipendiy (укр.). Strana.ua (23 апреля 2017). Дата обращения: 4 марта 2022. Архивировано из оригинала 30 июня 2018 года.
52. ↑  Interview: Leading Ukrainian Human Rights Activist Volodymyr Chemerys. Ukraine Solidarity Campaign (5 февраля 2018). Дата обращения: 27 февраля 2022. Архивировано 27 февраля 2022 года.
53. ↑  Karas, Yevhen. Cherhove safari na separiv (укр.). Censor.net (21 апреля 2017). Дата обращения: 4 марта 2022. Архивировано 29 июля 2019 года.
54. ↑  Lidera radikal'nykh natsionalistov iz S14 obvinili v sotrudnichestve s SBU. Kapital. 2 ноября 2017. Архивировано 29 мая 2018. Дата обращения: 9 марта 2022.
55. ↑  S14. Kto oni i pochemu im pozvoleno bit' lyudey. Шаблон:Ill (15 ноября 2017). Дата обращения: 15 марта 2022. Архивировано 3 апреля 2022 года.
56. ↑  Shramovich, Vyacheslav. 'Mozhe, v nashiy krayini tak dopustymo – bez lyapasa po pytsi khtos' mozhe ne zrozumity' - Karas' (укр.). Hromadske Radio (26 октября 2017). Дата обращения: 6 марта 2022. Архивировано 4 ноября 2018 года.
57. 1 2 3 4 5 6 7  Yes, It's (Still) OK To Call Ukraine's C14 'Neo-Nazi'. Bellingcat (9 августа 2019). Дата обращения: 26 февраля 2022. Архивировано 9 августа 2019 года.
58. ↑  Shekhovtsov Anton. {{{заглавие}}} // Eurozine. — 2014. — 5 марта. Архивировано 23 марта 2022 года.
59. ↑  Shramovich, Vyacheslav (4 июля 2017). Hrupa S14: khulihany, yaki lovlyat' separatystiv (укр.). BBC. Архивировано 15 августа 2018. Дата обращения: 6 марта 2022.
60. 1 2  Shtogrin, Irina. 'S14'. Natsionalisty-radykaly chy neonatsysty? (укр.). Radio Slovoba. Radio Free Europe/Radio Liberty (19 марта 2018). Дата обращения: 6 марта 2022. Архивировано 20 марта 2018 года.
61. ↑  Likhachev, Vyacheslav (2014). 'Pravyy sektor' i drugiye: natsional-radikaly i ukrainskiy politicheskiy krizis kontsa 2013 g. – nachala 2014 g. 11 (2/22). Recent Eastern European History and Culture Forum. doi:10.1111/wusa.12457. Архивировано 6 марта 2022. Дата обращения: 2 апреля 2022. {{cite journal}}: Cite journal требует |journal= (справка) See also its PDF. Архивировано 13 марта 2022 года. version at the Catholic University of Eichstätt-Ingolstadt.
62. ↑  De Ploeg, Chris Kaspar. Ukraine in the Crossfire. — illustrated. — Atlanta, Georgia : Clarity Press, 2017. — P. 38, 62. — ISBN 9780997287080. Архивная копия от 9 марта 2022 на Wayback Machine See also its PDF. Архивировано 22 января 2021 года. version at Shron1.chtyvo.org.ua.
63. 1 2 3  Coynash, Halya. Neo-Nazi C14 vigilantes appear to work with Kyiv police in latest 'purge' of Roma. Kharkiv Human Rights Protection Group (25 октября 2018). Дата обращения: 5 марта 2022. Архивировано 1 апреля 2022 года.
64. ↑  Katchanovski, Ivan (December 2019). The Maidan Massacre in Ukraine: Revelations from Trials and Investigations. Journal of Labor and Society. 23 (1). Brill: 5–29. doi:10.1111/wusa.12457. Архивировано 2 апреля 2022. Дата обращения: 9 марта 2022.
65. ↑  Katchanovski, Ivan. The Maidan Massacre in Ukraine: Revelations from Trials and Investigations. Jordan Center at New York University (12 декабря 2021). Дата обращения: 6 марта 2022. Архивировано 2 апреля 2022 года. See also its PDF. Архивировано 22 января 2021 года. version at Academia.edu.
66. ↑  Radelic, Branislav. The Unwanted Europeanness?: Understanding Division and Inclusion in Contemporary Europe. — illustrated. — Berlin : De Gruyter, 2021. — P. 132. — ISBN 9783110684216. Архивная копия от 11 марта 2022 на Wayback Machine
67. ↑  Kyiv Court Rules In Favor of Far Right C14 Group in Case Against Hromadske. Hromadske. 6 августа 2019. Архивировано 26 февраля 2022. Дата обращения: 26 февраля 2022.
68. ↑  The Neo-Nazis Who Don't Want to Be Called Neo-Nazis. Hromadske. 6 августа 2019. Архивировано 5 апреля 2022. Дата обращения: 26 февраля 2022.
69. ↑  Ukraine: Press freedom violations August 2019. Index on Censorship (11 сентября 2019). Дата обращения: 11 марта 2022. Архивировано 19 апреля 2022 года.
70. ↑  Ellis, Glenn (23 ноября 2018). Attacked and abandoned: Ukraine's forgotten Roma. Al Jazeera. Архивировано 2 февраля 2021. Дата обращения: 6 марта 2022.
71. ↑  Deprez, Fabrice (23 мая 2018). L'extrême droite s'agite en Ukraine. La Croix (фр.). ISSN 0242-6056. Архивировано 28 января 2021. Дата обращения: 6 марта 2022.
72. ↑  Sturrock, Alex (27 августа 2018). 'They wanted to kill us': masked neo-fascists strike fear into Ukraine's Roma. The Guardian. Архивировано 31 марта 2022. Дата обращения: 6 марта 2022.
73. ↑  Brayman, Lolita (28 февраля 2014). Ukrainian Nationalists Strive to Shake Off Allegations of anti-Semitism. Haaretz. Архивировано 11 декабря 2020. Дата обращения: 6 марта 2022. Updated 10 April 2018{{cite news}}:  Википедия:Обслуживание CS1 (postscript) (ссылка)
74. ↑  Colborne, Michael (4 февраля 2019). Ukraine's Far Right Is Growing Increasingly Violent – Why Aren't Local Jews Concerned?. Haaretz. Архивировано 28 января 2021. Дата обращения: 26 февраля 2022.
75. ↑  Cohen, Josh (20 июня 2017). Commentary: How Trump can show he's tough on anti-Semitism. Reuters. Архивировано 27 февраля 2022. Дата обращения: 26 февраля 2022.
76. ↑  Ukrainian Nationalists Seize Brazilian Man Who Fought For Separatists. Radio Free Europe/Radio Liberty. 4 мая 2018. Архивировано 7 августа 2019. Дата обращения: 6 марта 2022.
77. ↑  Cohen, Joshua (15 июня 2017). Ukraine's ultra-right militias are challenging the government to a showdown. The Washington Post. ISSN 0190-8286. Архивировано 18 февраля 2018. Дата обращения: 26 февраля 2022.
78. ↑  Reporting of Ukraine by the BBC. Parliament of the United Kingdom (30 октября 2017). — «That this House is deeply concerned by the reporting by the BBC of the Kiev-based organisation C14, a far right organisation with neo-Nazi origins; considers the reporting of C14 activities fails to uphold BBC editorial values; is further concerned that the BBC has afforded a degree of legitimacy to C14, allowing it to disguise itself as a nationalist organisation engaged in reasonable activities designed to defend Ukrainian sovereignty; believes that the BBC has failed to apply due rigour in failing to report on the known history of violence by C14, including attacks on the LGBT community, violence against ethnic minorities, journalists and trade unionists and an attack on a police officer using a grenade during Kiev Pride; expresses deep concern at reporting of C14 activities as educational conversation and petty hooliganism; and calls on the BBC to uphold the values and standards expected by licence fee payers in the reporting on Ukraine.» Дата обращения: 5 марта 2022. Архивировано 5 марта 2022 года.
79. ↑  Rorke, Bernard. Anti-Roma pogroms in Ukraine: on C14 and tolerating terror. European Roma Rights Centre (12 июня 2018). Дата обращения: 6 марта 2022. Архивировано 22 января 2021 года.
80. ↑  Lee, Jonathan. Ukrainian Government Minister accompanies C14 neo-Nazis inspecting Kyiv Railway Station for Roma. Hope not Hate (2 апреля 2020). Дата обращения: 6 марта 2022. Архивировано 6 марта 2022 года.
81. ↑  Coynash, Halya. Ukrainian 'C14' Neo-Nazis openly offer to act as thugs for money. Kharkiv Human Rights Protection Group (13 марта 2018). Дата обращения: 6 марта 2022. Архивировано 1 апреля 2022 года.
82. ↑  Coynash, Halya. Ukrainian neo-Nazi C14 vigilantes drive out Roma families, burn their camp. Kharkiv Human Rights Protection Group (23 апреля 2018). Дата обращения: 6 марта 2022. Архивировано 1 апреля 2022 года.
83. ↑  Coynash, Halya. Ukrainian neo-Nazi C14 vigilantes drive out Roma families, burn their camp. PEN Ukraine (23 апреля 2018). Дата обращения: 6 марта 2022. Архивировано 22 января 2021 года.
84. ↑  Albert, Gwendolyn. Ukraine: Video of pogrom against Roma shows neo-Nazis chasing children, throwing rocks at them and using tear gas. ROMEA (26 апреля 2018). Дата обращения: 6 марта 2022. Архивировано 8 января 2021 года.
85. ↑  US Holocaust Memorial Museum Expresses Deep Concern About Anti-Romani Violence and Antisemitism in Ukraine. United States Holocaust Memorial Museum (14 мая 2019). Дата обращения: 6 марта 2022. Архивировано 19 января 2021 года.
86. ↑  Miller, Christopher (6 августа 2019). Ukrainian Court Rules Against News Outlet That Called Violent Far-Right Group 'Neo-Nazi'. Radio Free Europe/Radio Liberty. Архивировано 7 апреля 2022. Дата обращения: 11 марта 2022.
87. ↑  Schaff, Matthew (6 ноября 2019). Chomu apelyatsiynyy sud maye vidkhylyty pozov 'S14' proty 'Hromads'koho'. Ukrayinska Pravda (укр.). Архивировано 1 апреля 2022. Дата обращения: 11 марта 2022.
88. ↑  Coynash, Halya. Ukrainian 'C14' Neo-Nazis openly offer to act as thugs for money. Kharkiv Human Rights Protection Group (8 ноября 2019). Дата обращения: 6 марта 2022. Архивировано 1 апреля 2022 года.
89. ↑  Sprava hromadske proty S14: Verkhovnyy sud ukhvalyv rishennya na koryst' pravoradykaliv (укр.). Hromadske. 21 января 2020. Архивировано 3 марта 2020. Дата обращения: 12 марта 2022.

## Внешние ссылки
- Motion for a Resolution to Wind Up the Debate on the Statements by the Council and the Commission Pursuant to Rule 123(2) of the Rules of Procedure on the Rise in Neo-Fascist Violence in Europe (2018/2869(RSP)). European Parliament (17 октября 2018). — «... whereas on 4 September 2018 the Ukrainian Parliament’s speaker, Andrey Parubiy, stated on TV that Adolf Hitler was 'a great person who practised direct democracy'; whereas since the beginning of 2018 C14 and other far-right groups in Ukraine such as the Azov-affiliated National Militia, Right Sector, Karpatska Sich and others have attacked Roma groups several times, as well as anti-fascist demonstrations, city council meetings, an event hosted by Amnesty International, art exhibitions, LGBTQI events, and environmental activists; whereas Ukraine’s Ministry of Youth and Sports is funding the neo-Nazi group C14 to promote 'national patriotic education projects' in the country; whereas Amnesty International has warned that 'Ukraine is sinking into a chaos of uncontrolled violence posed by radical groups and their total impunity. Practically no one in the country can feel safe under these conditions.' ... .» Дата обращения: 6 марта 2022.
- European Parliament resolution of 25 October 2018 on the rise of neo-fascist violence in Europe (2018/2869(RSP)). European Parliament (25 октября 2018). — «AD. whereas since the beginning of 2018 C14 and other far-right groups in Ukraine such as the Azov-affiliated National Militia, Right Sector, Karpatska Sich and others have attacked Roma groups several times, as well as anti-fascist demonstrations, city council meetings, an event hosted by Amnesty International, art exhibitions, LGBTQI events, women's rights and environmental activists; ... .» Дата обращения: 6 марта 2022.
- The Ukrainian C14 group. European Parliament (7 ноября 2019). — «According to information that I have received, the С14 group is a paramilitary right-wing radical group that has close relations with the nationalist Ukrainian 'Svoboda' party. There is a reasonable suspicion that C14, founded in 2010, takes its name from the 14-word slogan of the American Nazi David Lane: 'We must secure the existence of our people and a future for white children'. However, the group spokesman explains the name as follows: 'The name C14 comes from a transcription of Cyrillic and Latin scripts, but certainly not from a racist slogan'. October 14 is the date on which the organisation was founded and a public holiday, called the Defender of Ukraine Day. C14 is a civil society organisation that is officially and legally registered with the Ministry of Justice of Ukraine. Yevhen Karas, also known as' Vortex', is a member of the C14 Group. According to current sources, C14 recruited members from among football fans of Dynamo Kyiv, Metalist Kharkiv and Shakhtar Donetsk, etc. However, C14 members have also been charged with hate crimes, including dissemination of racist material and attacks.» Дата обращения: 8 марта 2022.